# Chuyên gia dinh dưỡng

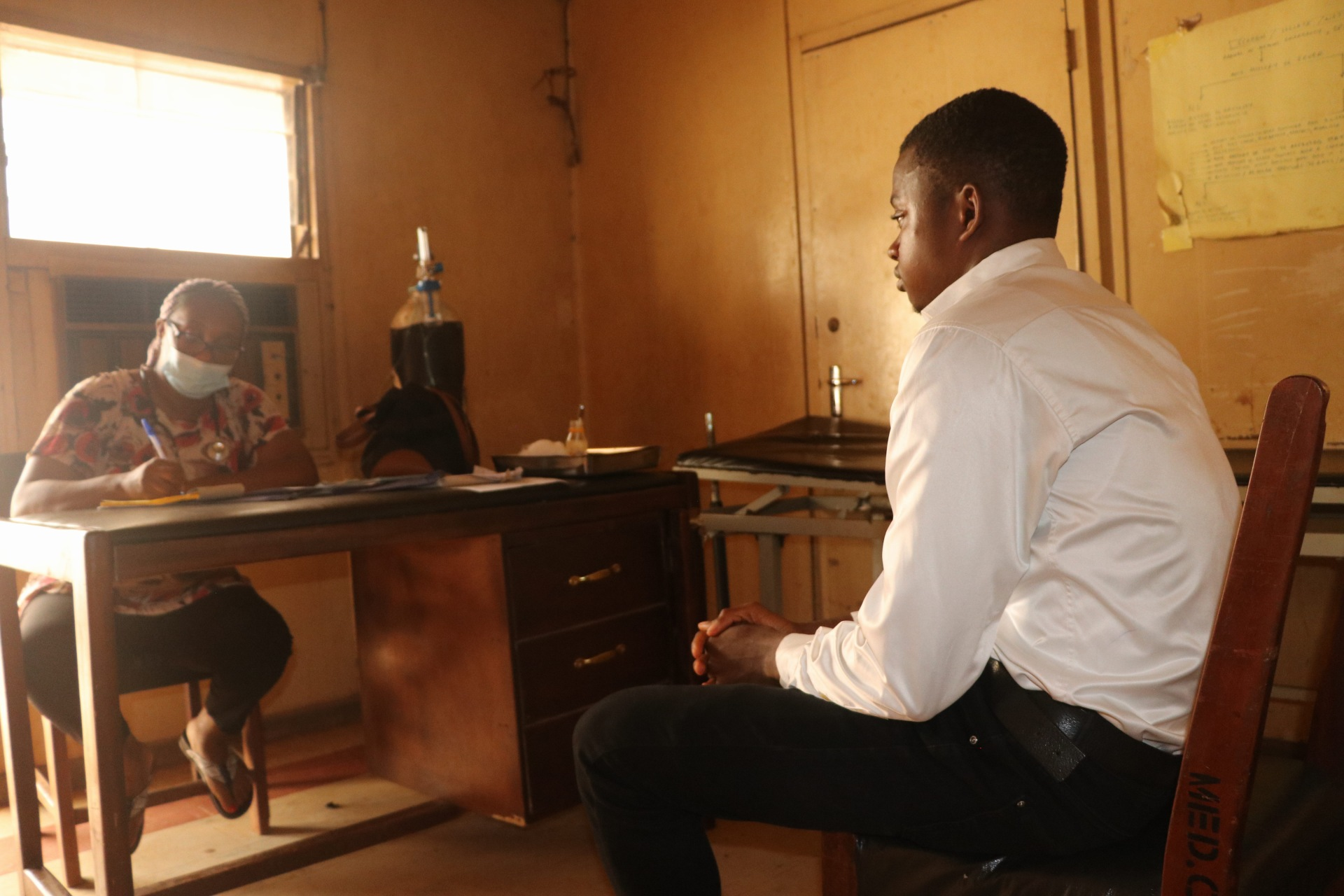
Một bệnh nhân nam đang nghe tư vấn dinh dưỡng từ một chuyên gia dinh dưỡng tại Nigeria.

Chuyên gia dinh dưỡng (tiếng Anh: nutritionist/dietitian) là một chuyên gia y tế, chuyên xác định và điều trị rối loạn dinh dưỡng liên quan đến bệnh lý và tiến hành liệu pháp điều trị dinh dưỡng (medical nutrition therapy), như thiết kế chế độ nuôi dưỡng bằng ống sonde hoặc giảm thiểu tác động suy mòn do ung thư. Chuyên gia dinh dưỡng có thể làm việc tại các bệnh viện và là người đánh giá và can thiệp dinh dưỡng cho các bệnh nhân sau khi được bác sĩ chẩn đoán, xét nghiệm, chẳng hạn như bệnh nhân mất khả năng nuốt hoặc suy ruột. Dietitian là chuyên gia y tế duy nhất được cấp phép để đánh giá, chẩn đoán và điều trị các vấn đề dinh dưỡng. Ở Vương quốc Anh, dietitian là một 'chức danh được luật pháp bảo vệ', tức có trình độ học vấn phù hợp mới được cấp chức danh.  
Registered dietitian (RD) (Anh/Mỹ) hoặc Registered dietitian nutritionist (RDN) (Mỹ) phải đạt đủ yêu cầu đặc biệt về học vấn và chuyên môn, gồm cả việc hoàn thành bằng cử nhân và / hoặc bằng thạc sĩ về dinh dưỡng. Những điều này thường được giám sát theo chương trình học ở đại học (Anh) hoặc do tổ chức khác (Hoa Kỳ). Khoảng một nửa số RD (N) có bằng sau đại học và nhiều người có chứng chỉ trong lĩnh vực chuyên môn như hỗ trợ dinh dưỡng, thể thao, nhi khoa, thận, ung thư, dị ứng thực phẩm hoặc dinh dưỡng lão khoa. Chuyên gia thường đánh giá dinh dưỡng dựa trên các  nhiều yếu tố khác nhau như tiền sử bệnh và phẫu thuật, sinh hóa, chế độ ăn uống, thói quen ăn uống và tập thể dục, với mức độ ưu tiên khác nhau tuỳ theo chuyên ngành của chuyên gia. Chuyên gia lập kế hoạch điều trị cho bệnh nhân có thể bao gồm đơn thuốc và tái khám để theo dõi, duy trì tiến độ.  
Chuyên gia dinh dưỡng có thể làm việc linh hoạt tại nhiều môi trường khác nhau. Hầu hết các chuyên gia làm trong điều trị và phòng ngừa bệnh tật,  thường ở bệnh viện, tổ chức y tế, cơ sở tư nhân hoặc các cơ sở chăm sóc sức khỏe khác. Ngoài ra, nhiều chuyên gia dinh dưỡng làm việc tư vấn dinh dưỡng trong sức khỏe cộng đồng, hoặc tham gia học thuật và nghiên cứu. Ngày nay có nhiều chuyên gia dinh dưỡng thậm chí còn làm việc trong ngành công nghiệp thực phẩm, báo chí, dinh dưỡng thể thao, chế độ ăn kiêng hiện đại.
Ở nhiều quốc gia, đặc biệt là ở Mỹ, có sự phân biệt rõ giữa "nutritionist" và "dietitian", nhiều người có thể tự nhận là một nutritionist ngay cả khi chưa qua bất kỳ khóa đào tạo hoặc giấy phép chuyên môn nào, nhưng một dietitian phải có bằng đại học, giấy phép chuyên ngành và chứng nhận hành nghề.

## Sơ lược về dinh dưỡng

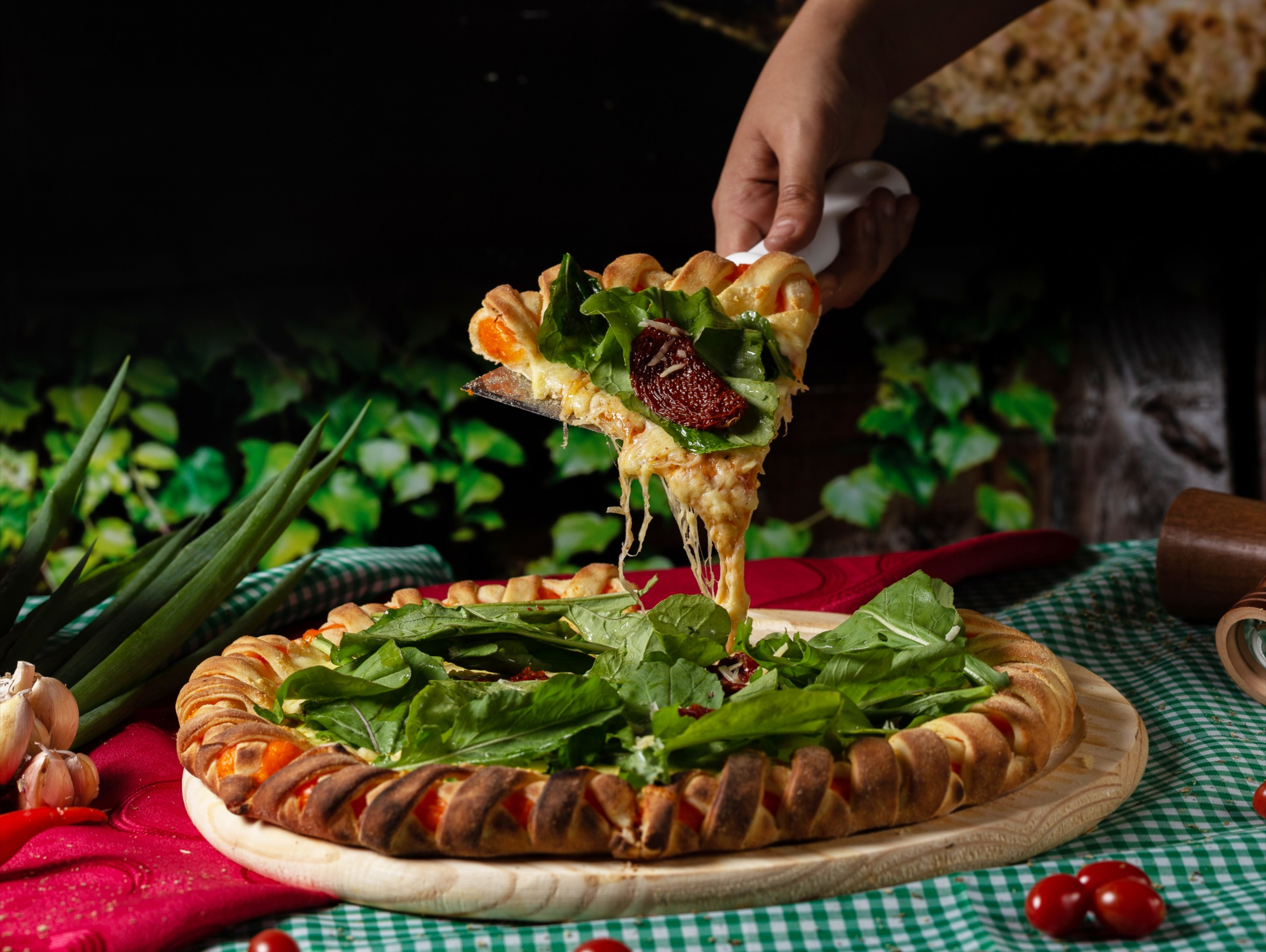

Dinh dưỡng ở người (human nutrition) nghiên cứu về các chất dinh dưỡng trong thực phẩm, quá trình hấp thu và sử dụng chất dinh dưỡng và những mối liên hệ giữa chế độ ăn với quá trình duy trì sự sống, tăng trưởng, sinh sản, sức khoẻ, bệnh tật của con người. Sức khoẻ không chỉ đơn giản là tình trạng không bệnh tật mà là sự cân bằng hài hoà trạng thái của cơ thể với môi trường tự nhiên và môi trường xã hội, là trạng thái hoàn mỹ về thể chất và tinh thần. Trên thực tế, đại đa số mọi người đều ở trạng thái trung gian. Không khoẻ mạnh hẳn mà cũng không mắc bệnh ở mức độ khác nhau, y học gọi là "trạng thái thứ ba". Nó là vùng tiếp giáp giữa sức khoẻ và bệnh tật , ảnh hưởng đến tiềm lực của lao động xã hội. Dinh dưỡng đóng vai trò quan trọng trong việc phát triển, duy trì sức khoẻ, dự phòng bệnh tật, thậm chí đẩy lùi bệnh, ảnh hưởng sức khoẻ toàn xã hội.  

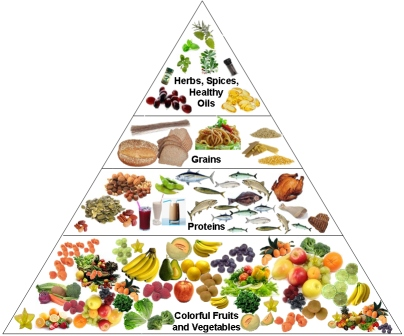
Tháp dinh dưỡng

Dù thức ăn là một phần không thể thiếu của cuộc sống hằng ngày, rất khó để ta biết ăn như thế nào, chế độ ăn uống ra sao để tối ưu hoá sức khoẻ cho chính bản thân chứ không chung chung, chuyên gia dinh dưỡng sẽ giải quyết điều đó bằng chế độ ăn toàn diện nhất, một chiến lược khoa học trong dinh dưỡng. Họ biết nhiều thứ về thực phẩm, cách thức hoạt động của dinh dưỡng, có thể tư vấn ý kiến, lời khuyên cho cộng đồng và đặc thù cho từng cá nhân sao cho phù hợp với tình trạng bệnh lý hiện tại, theo sở thích/ khẩu vị, liệu bạn có dung nạp được không, có dị ứng hay phản ứng gì không, tài chính của bạn,... tất cả đều được giải thích một cách dễ hiểu cho người cần tư vấn. Kể cả người bệnh gặp rối loạn ăn uống, không thể dùng thực phẩm đó do tổn thương tâm lý hoặc lối sống là như vậy, chuyên gia dinh dưỡng cũng hỗ trợ giải quyết nó, hỗ trợ cả về mặt tinh thần và thực hành.   

## Phân biệt "nutritionist" và "dietitian"

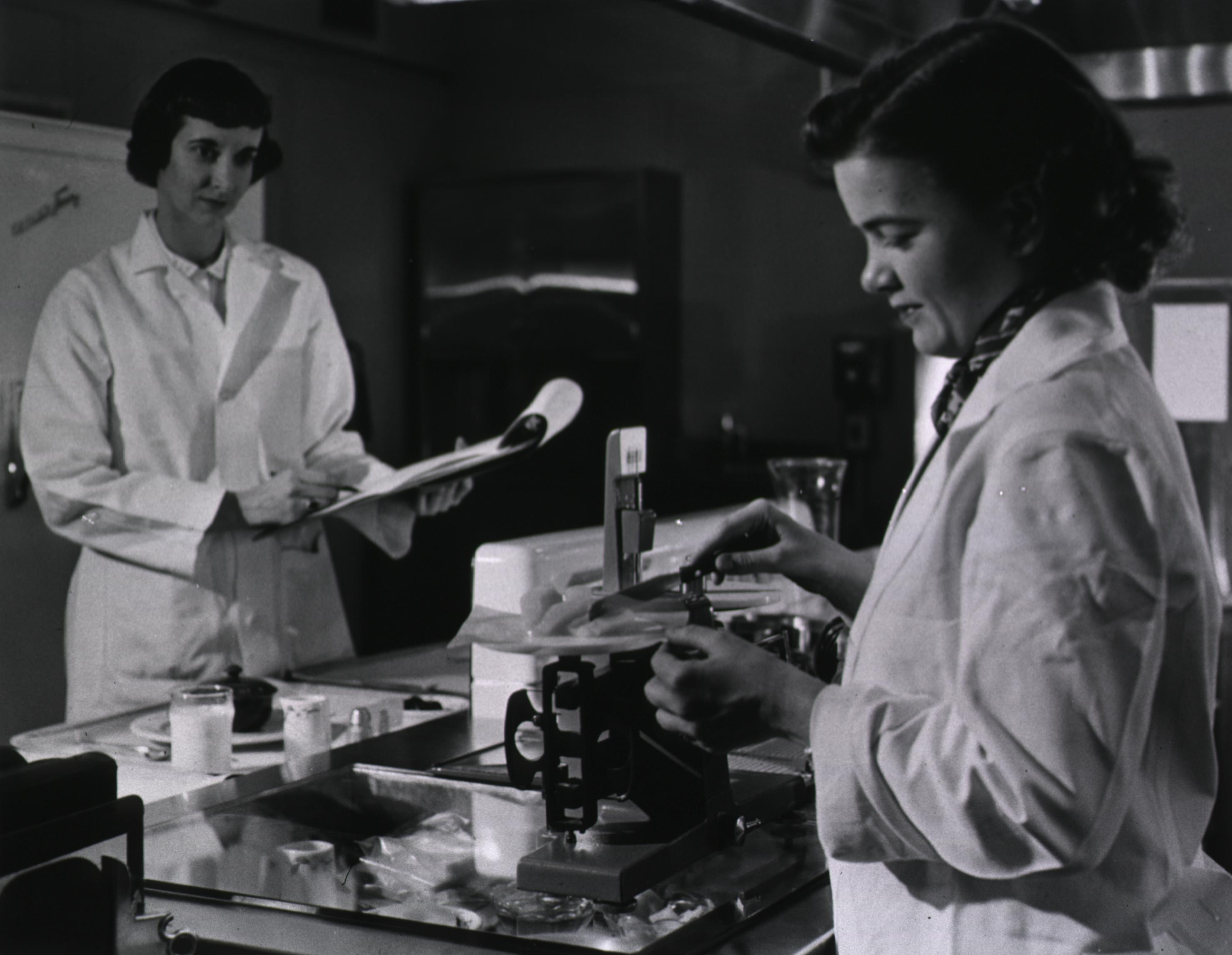
Hai dietitian nữ đang cân đo thực phẩm trước khi chuyển đến cho bệnh nhân.

Việc học để trở thành một dietitian khác với nutritionist.  Ở nhiều quốc gia, danh hiệu nutritionist không bắt buộc có chuyên môn học tập rõ ràng; do đó, bất kỳ ai cũng có thể tự xưng là nutritionist hay nutrition expert, kể cả chỉ là tự học và không chuyên nghiệp. Tại Vương quốc Anh, Úc, một số vùng của Canada và hầu hết các tiểu bang của Hoa Kỳ, để tự xưng là dietitian cần có giấy phép chuyên môn đã học tập, vì đây là chức danh được luật pháp quy định. Những người đã đăng ký với cơ quan quản lý thường gọi mình là Registered dietitian (tạm dịch: Chuyên gia dinh dưỡng đã đăng ký) và do đó có thể gọi là "RD" hoặc "RDN".
Danh hiệu nutritionist có vùng nghĩa khá rộng, có thể ám chỉ chung đến cả những người đã qua đào tạo hay chưa đào tạo - từ những người không có giấy chứng nhận tốt nghiệp khóa đào tạo về dinh dưỡng nào đến cả những người đã học Tiến sĩ (PhD) trong nghiên cứu dinh dưỡng. 

## TheoTổ chức Y tế Thế giới(WHO) quy định
Các dietitian giám sát việc chuẩn bị và phục vụ thức ăn, điều chỉnh chế độ ăn, tham gia nghiên cứu và giáo dục sức khoẻ các cá nhân/nhóm về thói quen dinh dưỡng tốt. Mục tiêu của các chuyên gia dinh dưỡng là can thiệp về dinh dưỡng trong y tế, và tư vấn chế độ ăn sao cho có hương vị, hấp dẫn và bổ dưỡng cho bệnh nhân và cộng đồng. Khi làm việc chung với bác sĩ, chuyên gia dinh dưỡng tìm cách giúp bệnh nhân có thể ăn uống bình thường và khoẻ mạnh khi gặp rối loạn ăn uống, tiêu hoá. Chuyên gia dinh dưỡng có thể làm việc ở các chuyên môn khác như tiểu đường, béo phì, ung thư, loãng xương, nhi khoa, bệnh thận và nghiên cứu vi chất dinh dưỡng. 

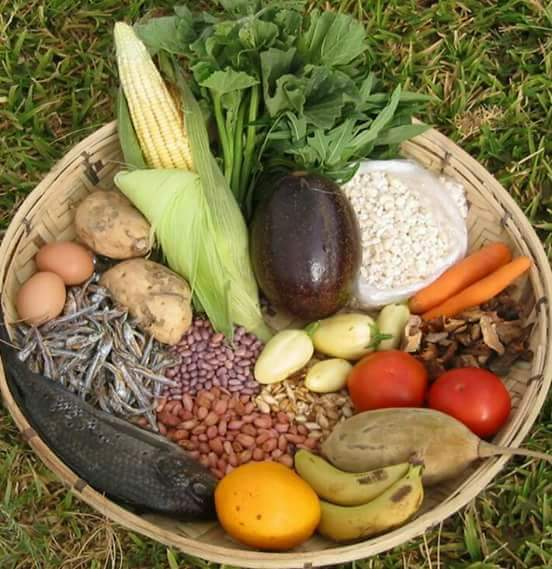

Khi làm ở các lĩnh vực/môi trường khác nhau thì chuyên gia dinh dưỡng cũng có các tên khác nhau như chuyên gia dinh dưỡng lâm sàng, chuyên gia dinh dưỡng cộng đồng, nhà giáo dục dinh dưỡng, chuyên gia dinh dưỡng dịch vụ thực phẩm, chuyên gia dinh dưỡng nghiên cứu.   
Ở nhiều quốc gia, phần lớn các chuyên gia dinh dưỡng là chuyên gia dinh dưỡng điều trị hoặc lâm sàng, chẳng hạn như ở Hoa Kỳ, Vương quốc Anh và nhiều nước châu Phi. Ở các quốc gia khác, nhiều người là chuyên gia dinh dưỡng liên quan đến dịch vụ thực phẩm, chẳng hạn như ở Nhật Bản và nhiều nước châu Âu.

## Phân loại

### Chuyên gia dinh dưỡng lâm sàng  (Clinical dietitians)
Chuyên gia dinh dưỡng này làm việc tại bệnh viện, phòng khám ngoại trú, cơ sở chăm sóc sức khoẻ để đưa ra liệu pháp dinh dưỡng cho bệnh nhân với nhiều tình trạng sức khoẻ khác nhau, tư vấn chế độ ăn uống cho bệnh nhân và gia đình. Họ làm việc với các bác sĩ để xem xét tình trạng sức khoẻ bệnh nhân và từ đó phát triển kế hoạch chăm sóc đáp ứng nhu cầu dinh dưỡng. Chuyên gia dinh dưỡng lâm sàng có thể tư vấn về nuôi dưỡng, chế độ ăn, nuôi ăn qua sonde (được gọi là dinh dưỡng qua đường ruột) và nuôi qua đường tĩnh mạch (được gọi là dinh dưỡng ngoài đường tiêu hóa). Họ có thể phối hợp liên ngành với nhiều chuyên gia khác như bác sĩ, vật lý trị liệu, dược sĩ, nhà tâm lý học,... để chăm sóc bệnh nhân. Một số người có thể làm nhiều việc như vừa tham gia lâm sàng, vừa bên dịch vụ thực phẩm hoặc nghiên cứu. 

### Chuyên gia dinh dưỡng cộng đồng (Community dietitians)
Chuyên gia dinh dưỡng cộng đồng làm việc trong chương trình chăm sóc sức khỏe, cơ quan y tế công cộng, chăm sóc tại nhà. Họ áp dụng kiến thức về thực phẩm và dinh dưỡng cho các cá nhân và nhóm thuộc các đối tượng khác nhau, lối sống và khu vực địa lý khác nhau để tăng cường sức khỏe. Họ thường tập trung vào nhu cầu của người già, trẻ em, hoặc những đối tượng đặc biệt. Một số người có thể thăm khám tại nhà cho những bệnh nhân quá ốm yếu không thể tham gia hội chẩn tại cơ sở y tế để chăm sóc, hướng dẫn mua và chế biến thực phẩm. 

### Chuyên gia dinh dưỡng dịch vụ thực phẩm (Foodservice dietitians)
Chuyên gia dinh dưỡng này chịu trách nhiệm lập kế hoạch cho dịch vụ thực phẩm quy mô lớn. Họ điều phối, đánh giá và lập kế hoạch các quy trình trong dịch vụ thực phẩm ở các cơ sở chăm sóc sức khỏe, trường học, nhà tù, nhà hàng và nhà ăn của công ty. Họ đánh giá các bộ phận để đảm bảo chất lượng và các tiêu chuẩn an toàn thực phẩm, đồng thời  đáp ứng các yêu cầu về sức khỏe và dinh dưỡng. Họ giám sát các nhân viên phục vụ thực phẩm khác như nhân viên bếp, nhân viên giao hàng,... 

### Chuyên gia dinh dưỡng lão khoa (Gerontological dietitians)
Chuyên gia dinh dưỡng lão khoa là những chuyên gia về dinh dưỡng liên quan đến lão hóa, người lớn tuổi. Họ làm việc trong các viện dưỡng lão, cơ quan chăm sóc người cao tuổi trong cộng đồng, theo chính sách của cơ quan chính phủ, và giáo dục đại học (nghiên cứu về dinh dưỡng lão khoa). 

### Chuyên gia dinh dưỡng trẻ sơ sinh (Neonatal dietitians)
Chuyên gia dinh dưỡng sơ sinh  cũng đưa liệu pháp dinh dưỡng nhưng cho đối tượng đặc thù là trẻ sơ sinh. Họ thực hiện đánh giá lâm sàng, thiết kế các chế độ dinh dưỡng, hướng dẫn cho con bú, giám sát, quản lý phòng ngừa nhiễm trùng, đề xuất các sản phẩm dinh dưỡng cho trẻ sơ sinh. 

### Chuyên gia dinh dưỡng nhi khoa  (Pediatric dietitians)
Chuyên gia dinh dưỡng nhi khoa đưa các lời khuyên về dinh dưỡng và sức khỏe cho nhóm đối tượng rộng hơn trẻ sơ sinh, trẻ em và thanh thiếu niên. Họ tập trung vào nhu cầu dinh dưỡng bệnh nhân và thường hợp tác chặt chẽ với các bác sĩ, dịch vụ y tế, theo chính sách Nhà nước, trong việc phát triển và thực hiện kế hoạch điều trị cho trẻ bị rối loạn ăn uống, dị ứng thực phẩm hoặc bất kỳ tình trạng rối loạn dinh dưỡng nào, chẳng hạn như béo phì ở trẻ em. 

### Chuyên gia dinh dưỡng nghiên cứu (Research dietitians)
Chuyên gia dinh dưỡng nghiên cứu tập trung vào nghiên cứu khoa học dinh dưỡng, ví dụ, điều tra tác động của chính sách y tế đến dinh dưỡng hoặc thay đổi hành vi ảnh hưởng thế nào, hoặc đánh giá hiệu quả của chế độ ăn uống. Họ cũng khảo sát quản lý hệ thống dịch vụ thực phẩm để hướng dẫn cải tiến chất lượng. Một số chuyên gia dinh dưỡng khác thì nghiên cứu về hoá sinh, sự tương tác các chất dinh dưỡng trong cơ thể. Ở trường đại học, họ có thể phụ trách giảng dạy. Đôi khi chuyên gia dinh dưỡng lâm sàng cũng tham gia nghiên cứu để tìm ra liệu pháp cho bệnh nhân. 

### Chuyên gia dinh dưỡng quản lý (Administrative dietitians)
Chuyên gia dinh dưỡng này quản lý, giám sát và chỉ đạo dịch vụ ăn kiêng lâm sàng hoặc dịch vụ bữa ăn quy mô lớn trong bệnh viện, cơ quan chính phủ, nhà ăn công ty, nhà tù và trường học. Họ đào tạo, giám sát nhân viên của bộ phận dinh dưỡng. Họ đặt ra các mục tiêu, chính sách cho các sao cho đảm bảo các tiêu chuẩn an toàn và vệ sinh thực phẩm trong dịch vụ ăn uống; và cả quản lý ngân sách. 

### Chuyên gia dinh dưỡng thương mại (Business dietitians)
Chuyên gia dinh dưỡng này thiên về hướng kinh doanh, đóng vai trò là người cung cấp nguồn lực về thực phẩm và dinh dưỡng thông qua kinh doanh, tiếp thị và truyền thông. Thường xuất hiện trên các phương tiện truyền thông - ví dụ như cung cấp kiến thức chuyên môn về dinh dưỡng trên truyền hình và đài phát thanh, phụ trách chuyên mục cho một tờ báo/tạp chí, hoặc ở các nhà hàng để nhận xét công thức nấu ăn. Họ có thể là tác giả của sách dinh dưỡng. Họ cũng có thể làm đại diện bán hàng cho các công ty thực phẩm chức năng. 

### Chuyên gia dinh dưỡng tư vấn (Consultant dietitians)
Chuyên gia dinh dưỡng tư vấn là người làm việc tư nhân hoặc theo hợp đồng ở các tổ chức, cơ sở chăm sóc sức khoẻ.  Họ cung cấp chương trình tư vấn và giáo dục liên quan đến dinh dưỡng, sức khỏe cho các cá nhân, hoặc có thể tham gia trong mảng thể thao, như đội thể thao, câu lạc bộ thể dục, các doanh nghiệp liên quan đến sức khỏe. 

## Yêu cầu về trình độ ở một số quốc gia
Ở hầu hết các quốc gia, để thực hiện hiệu quả vai trò của một chuyên gia dinh dưỡng cần phải được đào tạo chính quy tại một cơ sở giáo dục đại học về dinh dưỡng bao gồm khoa học thực phẩm và dinh dưỡng, giáo dục dinh dưỡng và liệu pháp dinh dưỡng y tế. Giáo dục của họ về khoa học sức khỏe bao gồm kiến thức dựa trên khoa học về giải phẫu, hóa học, hóa sinh, sinh học và sinh lý học.
Mặc dù các yêu cầu học thuật và chuyên nghiệp cụ thể để trở thành một chuyên gia dinh dưỡng đủ điều kiện khác nhau giữa các quốc gia, vì chúng được điều chỉnh cho phù hợp với nhu cầu của từng quốc gia và các cơ hội có sẵn, các con đường học thuật phổ biến bao gồm:
- Cử nhân dinh dưỡng, yêu cầu 4 năm học tập chuyên biệt như giải phẫu, sinh lý học, bệnh lý học, hóa sinh/tổng hợp, sinh học, vi sinh học, hóa học hữu cơ, khoa học dinh dưỡng, khoa học thực phẩm, liệu pháp dinh dưỡng y tế; hoặc
- Cử nhân Khoa học hoặc thạc sĩ về dinh dưỡng.

Ngoài ra, các chuyên gia dinh dưỡng lâm sàng/y tế phải trải qua thực tập tại bệnh viện để học các kỹ năng tư vấn cho bệnh nhân và các khía cạnh của tâm lý học. Quá trình thực tập khác nhau giữa các quốc gia và khu vực tài phán.
Các hiệp hội dành cho các chuyên gia dinh dưỡng tồn tại ở nhiều quốc gia trên tất cả các châu lục.

### Brazil
Để có được danh hiệu nutritionist, người ta phải học tại một trường đại học chính quy trong bốn năm cộng với một năm thực tập (thực tập). Các nutritionist đăng ký chuyên môn tại Conselho Regional de Nutrição. Một nutritionist có thể kê toa một chế độ ăn uống phù hợp, làm việc tại các bệnh viện bằng cách can thiệp lâm sàng hoặc trong các khâu sản xuất thực phẩm.

### Canada
Những vùng khác nhau có những quy định khác nhau. Danh hiệu "nutritionist" được bảo vệ bởi luật ở Quebec và Nova Scotia. Thuật ngữ "Registered Nutritionist" hoặc "Nutritionist" được bảo vệ  tại Alberta. Thuật ngữ Registered Nutritionist / Nutritionist được bảo vệ bởi luật pháp ở New Brunswick.
Ví dụ, Hiệp hội Dinh dưỡng Nova Scotia là cơ quan quản lý các nutritionist và dietitian ở tỉnh đó, Đạo luật Chuyên gia Dinh dưỡng Chuyên nghiệp ghi rõ, "tham gia đăng ký, quản lí chất lượng...để đảm bảo thực hành chế độ ăn kiêng an toàn, có đạo đức và có thẩm quyền. " Các yêu cầu chuyên môn bao gồm bằng cử nhân về Dinh dưỡng / Dinh dưỡng từ một trường đại học chính quy, chương trình đào tạo thực tế và hoàn thành kỳ thi đăng ký ("Kỳ thi đăng ký chế độ ăn kiêng Canada" hoặc CDRE).

### Hồng Kông
Nutritionist có chuyên môn: Bất kỳ người nào có bằng đại học trong chuyên ngành chế độ ăn uống, thực phẩm và dinh dưỡng được cấp bởi một trường đại học hay học viện chính quy.
Dietitian có chuyên môn: Bất kỳ người nào có bằng đại học hay bằng chứng nhận sau đại học được cấp bởi Council for Professions Supplementary to Medicine (Dietitian Board), the American Dietetic Association, Dietitians of Canada, British Dietetic Association và the Dietitians Association of Australia. Có thể xem thêm chi tiết tại Hiệp hội Dinh dưỡng Hồng Kông.
Có thể làm việc tại bệnh viện (của nhà nước hoặc tư nhân), các công ty. Ở Hồng Kông, càng nhiều người chú trọng về vấn đề chế độ ăn uống. Các nơi chính quyền, viện dưỡng lão, nhi đồng, người khuyết tật,... đều có nhu cầu cao cần một chuyên gia dinh dưỡng.

### Ấn Độ
Dietitian và Nutritionist ở Ấn Độ có khoảng 150,000 người vào năm 2011. Hơn phân nửa làm việc tại bệnh viện, viện y tế và phòng khám của bác sĩ.
Một số hiệp hội chuyên nghiệp được thành lập để phục vụ cho các nutritionist, dietitian ở Ấn Độ, ví dụ, Hiệp hội Dinh dưỡng Ấn Độ, Hiệp hội Khoa học và Dinh dưỡng Thực phẩm Ấn Độ, IAPEN  v.v.

### Ma-rốc
Ở Ma-rốc, "Nutritionist" là một danh hiệu đề cập đến một nhà nghiên cứu trong lĩnh vực dinh dưỡng hoặc một người thực hành dinh dưỡng trị liệu. Để giữ danh hiệu Nutritionist, người đó phải học tập nghiên cứu tiến sĩ trong lĩnh vực dinh dưỡng và lấy bằng tiến sĩ. Mặt khác, danh hiệu "Dietitian" được trao cho bất cứ ai học tập trong các trường dinh dưỡng trong ba năm và có được bằng B.Sc. Tuy nhiên, không giống như Nutritionist, các Dietitian không được phép mở phòng khám riêng.

### Nam Phi
Ở Nam Phi, các nutritionist phải được đăng ký với Hội đồng Y tế Nam Phi. Hội đồng quy định các chức danh chuyên nghiệp của "Nutritionist", "Student (học viên) Nutritionist", và "Supplementary (bổ sung) Nutritionist", cùng với "Dietitian", "Student (học viên) Dietitian", và Supplementary (bổ sung) Dietitian" ", bằng được cấp từ một tổ chức giáo dục chính quy. Đào tạo đại học bao gồm ba lĩnh vực thực hành: dinh dưỡng trị liệu, dinh dưỡng cộng đồng và quản lý thực phẩm.

### Vương quốc Anh
"Nutritionist " không phải là một thuật ngữ được bảo vệ ở Anh, không giống như "dietitian"; phải đăng ký với Hội đồng Chăm sóc Sức khỏe. The Association for Nutrition là một tổ chức từ thiện được lãnh đạo bởi UK Voluntary Register of Nutritionists (UKVRN) và được công nhận bởi Y tế Công cộng Anh, NHS Careers là cơ quan quản lý của các Registered Nutritionists ở Anh, với các cá nhân cần tối thiểu Bằng cấp về khoa học dinh dưỡng cùng với cam kết về các tiêu chuẩn đạo đức, để được phép vào UKVRN và được trao danh hiệu  Registered Associate Nutritionist (ANutr) hoặc Registered Nutritionist (RNutr).
Kể từ năm 2002, số lượng việc làm cho các nutritionist đã tăng nhanh hơn trong Dịch vụ Y tế Quốc gia (NHS) so với bất kỳ lĩnh vực nào khác. NHS tuyên bố rằng "Các Dietitian và các Nutritionist có những vai trò và đào tạo khác nhau và được quy định bởi các cơ quan khác nhau."  Sự phát triển của ngành dinh dưỡng có thể là do sự tập trung ngày càng tăng vào phòng chống bệnh, thay vì chỉ tập trung vào điều trị bệnh và lĩnh vực lâm sàng. NHS định nghĩa một dietitian là người " thông dịch khoa học dinh dưỡng thành thông tin hàng ngày về thực phẩm". So với một nutritionist, một dietitian ở Anh có vai trò lớn hơn, khoa học hơn, rộng rãi hơn để "dạy và tuyên truyền cho công chúng và các chuyên gia y tế về chế độ ăn uống và dinh dưỡng", thúc đẩy sức khỏe thông qua chế độ ăn uống để phòng ngừa bệnh tật ở cá nhân và cộng đồng.

### Mỹ
Chuyên gia dinh dưỡng được chứng nhận (Certified Nutrition Specialists - CNS) là các chuyên gia dinh dưỡng tiên tiến. Họ thường chuyên về béo phì và bệnh mãn tính. Để được chứng nhận, một người muốn trở thành một CNS phải vượt qua kỳ thi. Bài kiểm tra này bao gồm các lĩnh vực cụ thể trong lĩnh vực sức khỏe bao gồm can thiệp lâm sàng và sức khỏe con người.
Các chuyên gia dinh dưỡng đã đăng ký (Registered dietitian nutritionist - RD; RDN)  là các chuyên gia y tế đủ trình độ để cung cấp lời khuyên về chế độ ăn uống an toàn, dựa trên bằng chứng khoa học, bao gồm đánh giá về những gì được ăn, đánh giá kỹ lưỡng về sức khỏe dinh dưỡng và kế hoạch điều trị dinh dưỡng cá nhân. Họ cũng cung cấp các chương trình phòng ngừa và trị liệu tại nơi làm việc, trường học và các tổ chức tương tự. Quy định của chính phủ, đặc biệt là về cấp phép, hiện phổ biến hơn đối với RD hoặc RDN so với CCN.
Các chuyên gia dinh dưỡng lâm sàng được chứng nhận (Certified Clinical Nutritionists -CCN) là các chuyên gia y tế được đào tạo, đưa ra lời khuyên về chế độ ăn uống về vai trò của dinh dưỡng trong bệnh mãn tính, bao gồm cả việc phòng ngừa hoặc khắc phục bằng cách giải quyết sự thiếu hụt dinh dưỡng trước khi dùng thuốc.